# Retenční nádrž Kotlářka
Retenční nádrž Kotlářka (Rybník Kotlářka) je vodní nádrž o ploše 0,6 ha nacházející se při Plzeňské ulici v Praze 5 - Košířích na severním okraji lesoparku Cibulka, poblíž tramvajové zastávky Poštovka.  Byla vybudována na Motolském potoce při jeho soutoku s Cibuleckým potokem v prostoru mezi severní hranou areálu Cibulka a Plzeňskou třídou, přibližně 350 metrů jižním směrem od bývalé viniční usedlosti Kotlářka, odtud bylo odvozeno i jeho „neoficiální“ (lidové) označení „Kotlářka na Cibulce“. V západní části nádrže se nachází malý „ptačí“ ostrůvek.

## Historie

### Suchá nádrž Homolka
V 80. letech 20. století byla v této části pražského území (tj. v místě nynějšího rybníka Kotlářka) zbudována suchá retenční nádrž (RN) Homolka. Tento suchý polder měl sloužit jako tzv. „uklidňovací“ nádrž, jejímž úkolem bylo soustředění povodňových průtoků Motolského potoka ještě před jejich vtokem do tzv. nátokového objektu a pokračováním vody dále do zaklenutí (zavedení do tunelu) s tím, že nátokový objekt sloužil zároveň k záchytu případných povodní unášených splavenin (tzv. lapač splavenin). Lapač splavenin musel být pravidelně čištěn aby se předcházelo případnému zanesení v zaklenuté části. Ocelové česle před vtokem bránily jednak vstupu nepovolaných osob a rovněž zabraňovaly vplutí objemných předmětů, které by mohly v zaklenuté části způsobit překážku. Zemní sypaná hráz suché retenční nádrže byla dlouhá 108 metrů a hráz samotná měla výšku 1,6 metrů. Pro záchyt povodňové vody byla díky svažitému terénu a relativně nízké hrázi využívána jen asi třetina plochy retenční nádrže Homolka a při maximální výšce hladiny tak celé vodní dílo mělo schopnost pojmout jen 4 220 m³. (Plocha hladiny při této kubatuře činila 5 869 m².)

### Cibulecký potok
K dalším úpravám v této části pražského území došlo pak v roce 2009, kdy byl (prakticky ale jen v ploše suché retenční nádrže Homolka) revitalizován Cibulecký potok. Ten v této části svého toku protékal původně trubkami (byl tzv. zatrubněn). Revitalizace tohoto vodního prvku přinesla do oblasti několik vodních tůní, provedla rozvolnění stávající zeleně ve prospěch perspektivních mladých dubů a přispěla k dočasnému oživení suché retenční nádrže Homolka.

### Projekt revitalizace retenční nádrže Homolka

#### Stav před revitalizací
Plocha suchého poldru před revitalizací byla zarostlá převážně invazivním trnovníkem akátem a přerušena dvěma odvodňovacími kanály. Koryto Motolského potoka bylo v prostoru suché nádrže napřímeno a opevněno polovegetačními panely.

#### Organizační a technické zabezpečení
Plán revitalizace v severní části suché nádrže nesl oficiální název „Zajištění stálého nadržení na RN Homolka“, jeho investorem byl Odbor ochrany prostředí MHMP, dodavatelem Lesy hlavního města Prahy – středisko vodní toky (stavbyvedoucí Martin Vaněk) a doba realizace byla plánována na období od března 2015 do listopadu 2015.

#### Obsah projektu
Projekt počítal s vyhloubením bočního rybníka (s ostrůvkem) s nátokem z Motolského potoka a s vytvořením litorálního pásma o výměře 4 150 m². Rybník měl částečně zasahovat i do koryta Motolského potoka, které se mělo v rámci celého projektu přeložit, mělo být mělčí a opevněno balvanitou rovnaninou. Pro vypouštění měl sloužit kamenem obložený betonový požerák. Bezpečnostní přeliv z kamenné dlažby měl sloužit pro případ povodní. Hráz mezi rybníkem a potokem měla být opevněna kamenným pohozem. Podél potoka měla být vybudována nová mlatová cesta.

#### Plánované charakteristiky nové nádrže
- typ nádrže: boční[8]
- vodní tok: Motolský potok[8]
- plocha hladiny: 4 150 m² (z toho plocha mokřadu: 700 m²)[8]
- plocha zátopy při maximální výšce hladiny: 4 280 m²[8]
- plocha ostrova: 45 m²[8]
- nový provozní objem nádrže: 5 350 m³[8]
- nový retenční objem nádrže: 870 m³[8]
- nový celkový maximální objem vody: 6 220 m³.[8]

### Výstavba RN Kotlářka
Nedostatečná absorpční kapacita suché nádrže Homolka vedla v roce 2016 k rozhodnutí vybudovat retenční nádrž se stálým nadržením vody (tedy se stálou vodní hladinou).
Výstavbu rybníka Kotlářka v místě suché retenční nádrže Homolka zkomplikovaly především až 3 metry „mocné“ vrstvy historických navážek nejrůznějšího stavebního odpadu, jimiž bylo v místě budoucí retenční nádrže údolí Motolského potoka v minulosti postupně zavezeno. Původní projektová dokumentace s odstraněním takovýchto navážek nepočítala, navážky bylo nutno odbagrovat až k nepropustnému podloží a v tomto duchu musel být prvotní projekt nádrže přepracován, což nakonec pozitivně vedlo k mírnému zvětšení vodní plochy výsledné stavby a též k prodloužení otevřeného koryta Motolského potoka pod zalesněným svahem Cibulky o téměř 300 metrů.
K zatěsnění rybníka proti průsakům byla použita jílovitá zemina, břehy byly opevněny kamenným pohozem. K vyšší míře protipovodňové ochrany přispělo i zvýšení původní hráze o 1 metr. Hráz byla obložena kamennou dlažbou a všechny betonové konstrukce byly z viditelných (pohledových) stran rovněž obloženy kamenem. V místě, kde se u původní suché retenční nádrže Homolka nacházel vtok do zatrubněné části Motolského potoka, byl zbudován bezpečnostní přeliv a vypouštěcí zařízení. Jednotvárnost vodní plochy byla v západní části rybníka záměrně opticky narušena zbudováním malého „ptačího“ ostrůvku (bezpečné útočiště pro vodní ptáky, kachny a lysky). Výsadba nových stromů na levém břehu retenční nádrže Kotlářka, dubové aleje na hrázi a mokřadní vegetace podél břehů tak doplnila revitalizaci této lokality. Přírodní charakter celé lokality v bezprostřední blízkosti retenční nádrže Kotlářka dotváří i mělké tůně. Jejich přítomnost je důležitá pro podporu života obojživelníků a bezobratlých živočichů

### Vegetace
Péči o vegetaci v této oblasti je věnována od roku 2005 pozornost s cílem redukce náletových dřevin, zachování stávajících cenných dřevin (duby, javory, olše a střemchy) a vybudování travnatých ploch (oživených roztroušenými skupinkami hodnotných dřevin) kolem celého rybníka Kotlářka.

### Mrtvé dřevo
Pod hladinu rybníka bylo umístěno tzv. mrtvé dřevo (dřevěné skulptury zatížené kameny proti vynoření), jenž má sloužit jako úkryty pro ryby a jiné vodní živočichy. Jako dřevní hmota pro tyto „podvodní objekty“ posloužily části stromů, které musely být během budování retenční nádrže v jejím okolí poraženy.

### Dělba práce a údržba RN
Stavební práce na retenční nádrži a v jejím okolí byly řízeny odborem ochrany prostředí Magistrátu hlavního města Prahy a podle projektu Ing. Milana Jíchy je provedla organizace Lesy hlavního města Prahy. Za zbudování nádrže Kotlářka zaplatila Praha přes osm milionů korun (byly použity finanční prostředky odboru ochrany životného prostředí). Nádrž je pronajata rybářskému svazu.
Na rybníce Kotlářka je jednou za měsíc prováděn technickobezpečnostní dohled (prohlídka TBD) a v jeho rámci se provádí i kontrola všech objektů rybníka, pravidelné čištění česlí vtokového objektu i nezbytná údržba zeleně a případný úklid.

## Chov ryb a rybaření
Retenční nádrž Kotlářka je využívána jako sportovní rybářský mimopstruhový revír. Rybník Kotlářka je obhospodařován Českým rybářským svazem (územním svazem města Prahy) a je nasazován dvakrát do roka (zarybňování tržními kapry, amury a líny). Celoročně jsou zde chráněny dravé ryby (štika, candát, sumec, bolen); je zakázáno lovit ryby z hlavní hráze a při rybaření se nesmí používat lov přívlačí ani lov na živou (či mrtvou) rybku (nebo její části). V revíru platí mimopstruhové povolenky pražská, celosvazová a celorepubliková.

## Motolský potok pod nádrží
V hrázi RN Kotlářka začíná fakticky zaklenutá část Motolského potoka, jehož voda se v současnosti (rok 2021) vlévá přímo do Vltavy. Kromě přímého odtoku vody z rybníka Kotlářka vytéká z retenční nádrže ještě i povrchový tok, jehož mělké koryto bylo vytvořeno v roce 2019, podle projektu je dlouhé 280 metrů a vine se těsně při patě svahu Cibulky. (Tímto korytem ale vede jen malá část vody Motolského potoka.)

## Technická data
- Katastrální území: Praha 5 – Košíře[3]
- Vodní tok: Motolský potok[3]
- ČHDP: 1 – 12 – 01 – 022[3][10][pozn. 3]
- Typ nádrže: průtočná[3]
- Účel nádrže: retenční a krajinotvorný[3]
- Plocha hladiny: 5 864 m²[3]
- Objem nádrže: 4 219 m³[3]
- Typ vzdouvací stavby: sypaná zemní hráz[3]
- Vlastník: Hlavní město Praha[3]
- Správa: Lesy hlavního města Prahy[3]

## Galerie

Retenční nádrž Kotlářka
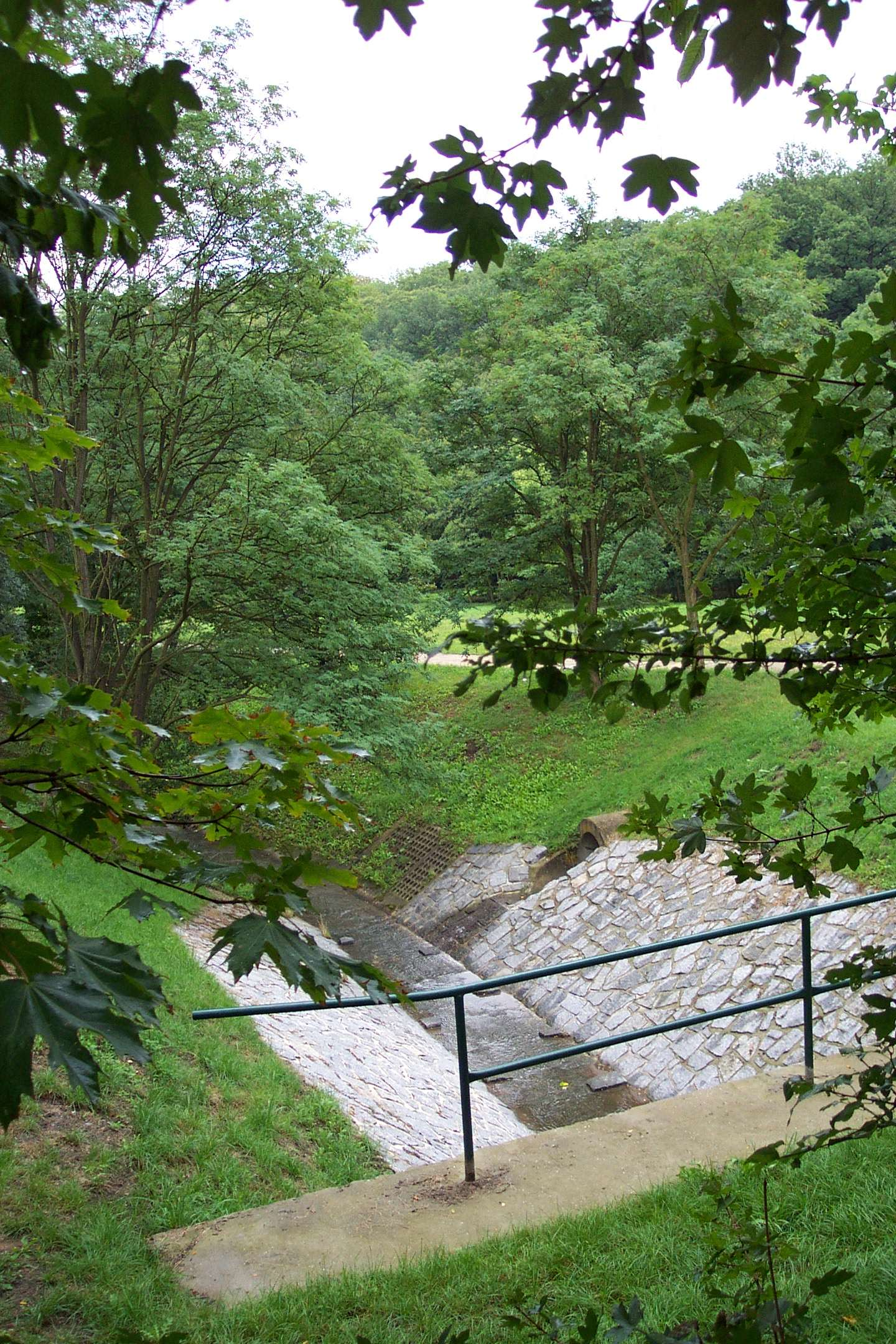
Motolský potok pod mostkem poblíž vtoku do suché retenční nádrže Homolka (rok 2007)
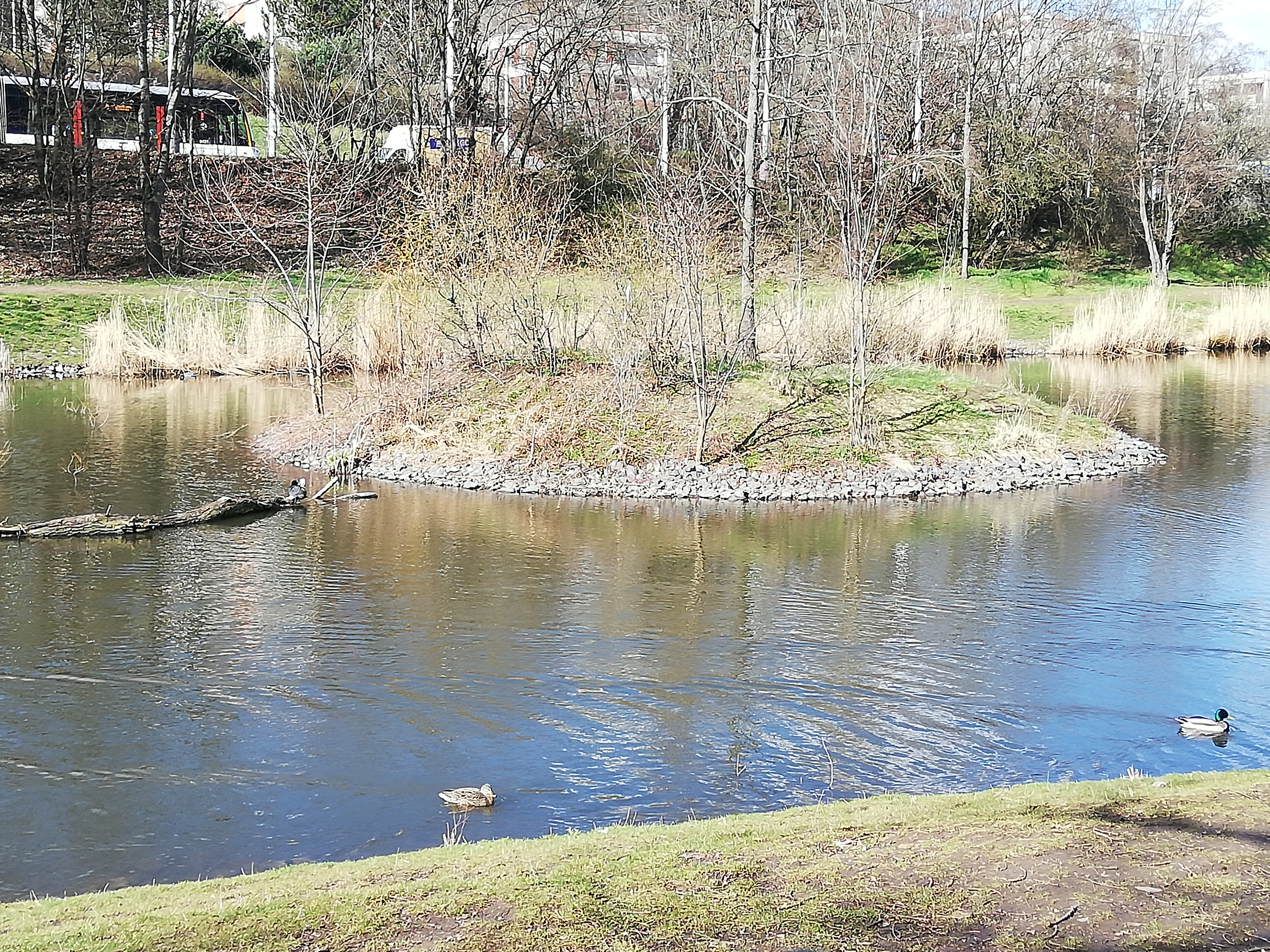
„Ptačí“ ostrůvek v západní části rybníka (jaro 2021)
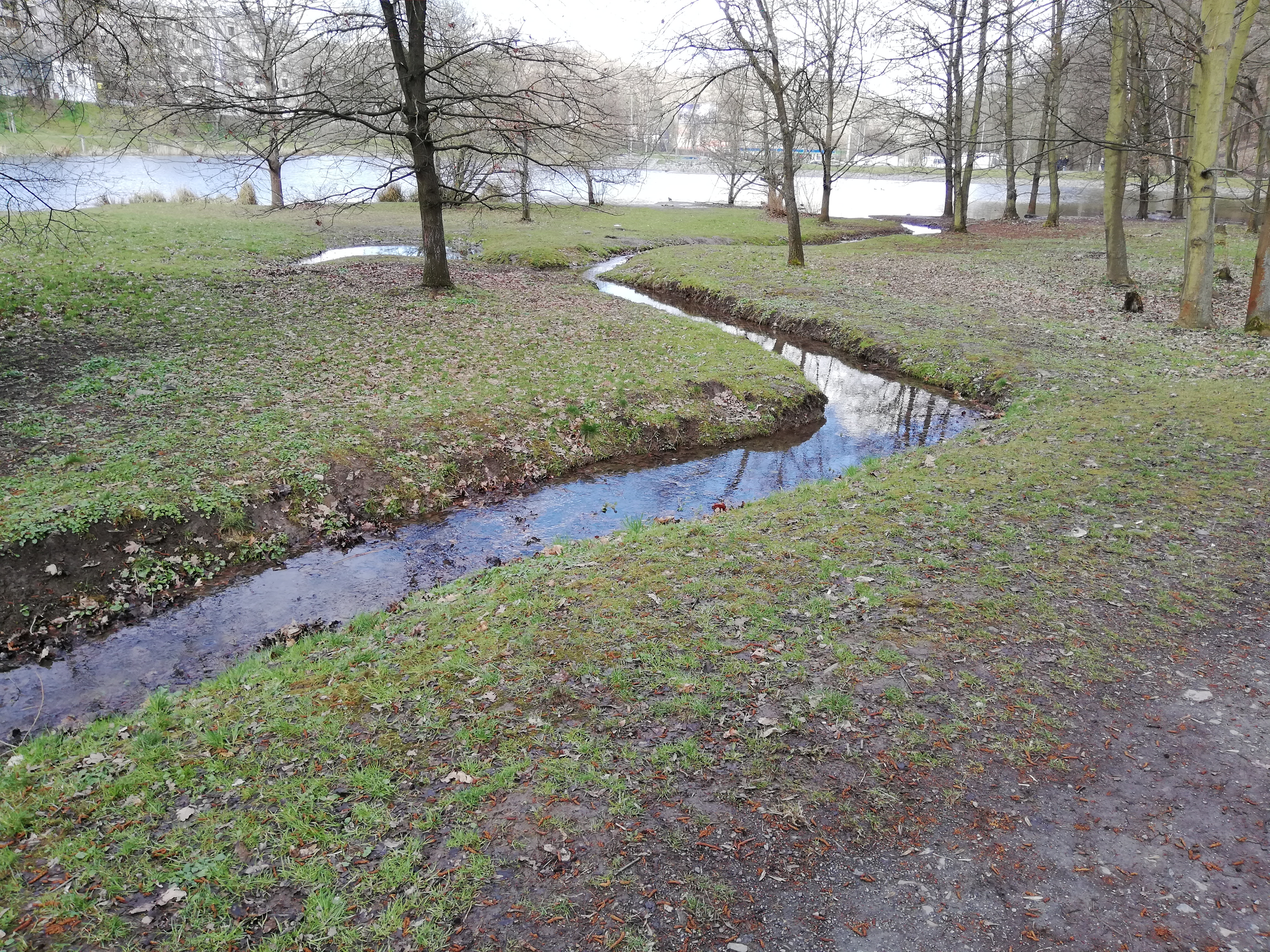
Meandrující Cibulecký potok před svým vyústěním do rybníka (jaro 2021)
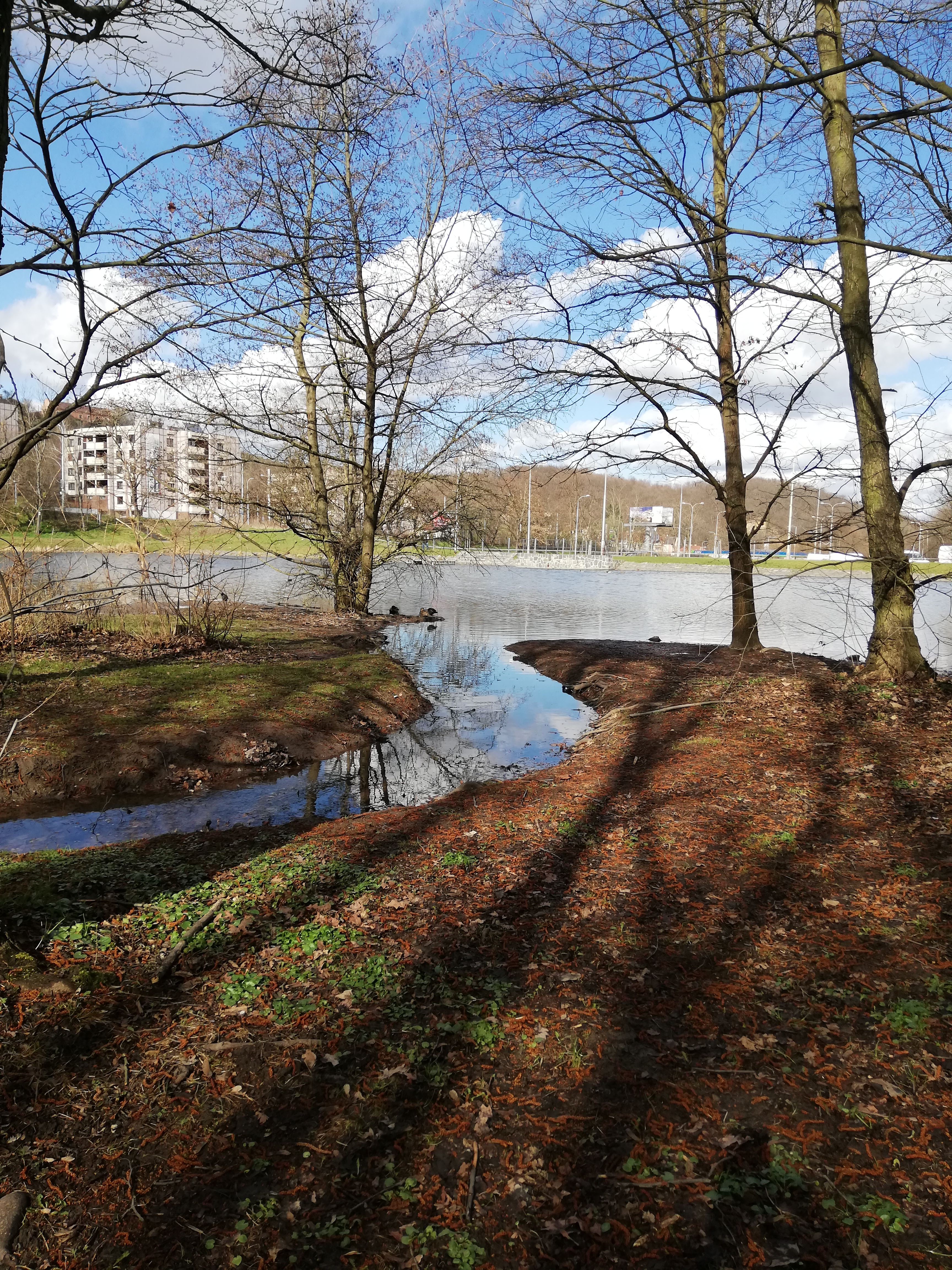
Cibulecký potok ústící do rybníka (jaro 2021)
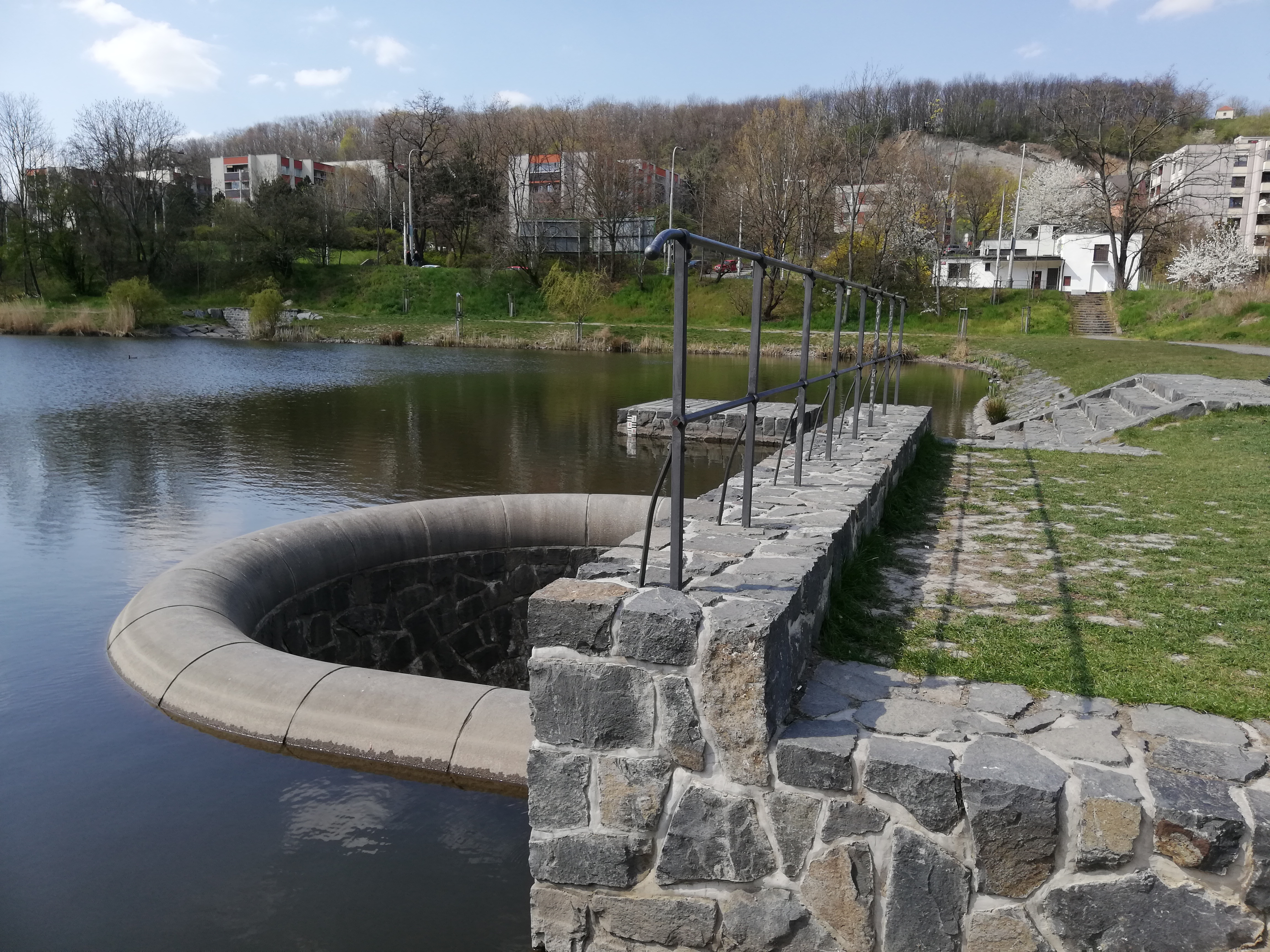
Technologické (vypouštěcí) zařízení u hráze (jaro 2021)